# Amine Et-Taïbi
Amine Et-Taïbi (5 februari 2003) is een Marokkaans-Belgisch voetballer die sinds 2023 onder contract ligt bij Club Brugge.

## Clubcarrière

### KRC Genk
Et-Taïbi ruilde in 2016 de jeugdopleiding van KV Mechelen voor die van KRC Genk. In december 2018 ondertekende hij zijn eerste contract bij Genk. In juni 2021 verlengde hij zijn contract er tot medio 2024. In het seizoen 2021/22 speelde hij met de U19 van Genk twee wedstrijden in de UEFA Youth League: in de eerste ronde speelde hij zowel in de heen- als in de terugwedstrijd tegen 1. FC Köln de volledige wedstrijd.
Op 14 augustus 2022 stond hij aan de aftrap tijdens de eerste wedstrijd van Jong Genk, het beloftenelftal van KRC Genk, in Eerste klasse B. Vijf dagen later stond hij op de tweede competitiespeeldag ook aan de aftrap tegen KMSK Deinze, maar ditmaal speelde Et-Taïbi de wedstrijd niet uit: in de tweede helft moest hij het veld verlaten vanwege een enkelblessure. Een week later bleek dat Et-Taïbi geen operatie zou moeten ondergaan, maar dat het kalenderjaar 2022 er wel op zat voor hem.
Op 24 januari 2023 maakte Et-Taïbi zijn comeback bij Jong Genk: in de competitiewedstrijd tegen FCV Dender EH (0-1-winst) liet trainer Hans Somers hem meteen 80 minuten meespelen. Ook in de drie daaropvolgende competitiewedstrijden kwam hij in actie. In de play-downs miste hij enkele wedstrijden door kleine blessures, maar in de zes laatste wedstrijden van het seizoen miste hij wel geen minuut meer. Et-Taïbi klokte in zijn debuutseizoen dus af op twaalf competitiewedstrijden. 

### Club Brugge
In juli 2023 maakte Et-Taïbi de overstap naar Club Brugge, waar hij een tweejarig contract ondertekende. Op 12 augustus 2023 kreeg hij meteen een basisplaats bij Club NXT op de openingsspeeldag van Eerste klasse B. Club NXT won deze wedstrijd met 3-2 van Lierse Kempenzonen, ondanks een owngoal van Et Taïbi in de tweede helft. Et-Taïbi groeide in zijn debuutseizoen meteen uit tot een vaste waarde bij Club NXT: de verdediger speelde mee in 29 van de 30 competitiewedstrijden, enkel op de twintigste speeldag ontbrak hij tegen KMSK Deinze. In die 29 competitiewedstrijden scoorde Et-Taïbi drie doelpunten. Zijn doelpuntenrekening opende hij uitgerekend in de Dakota Arena, waar hij destijds met Jong Genk voor lange tijd uitviel.
Op 20 juli 2024 maakte Et-Taïbi z'n officiële debuut in het eerste elftal van Club Brugge: in de Belgische Supercup tegen Union Sint-Gillis (1-2-verlies) kreeg hij een basisplaats van trainer Nicky Hayen en werd hij in de 79e minuut gewisseld voor Chemsdine Talbi.

## Clubstatistieken
| Seizoen         | Club            | Land            | Competitie      | Competitie | Competitie | Beker | Beker | Supercup | Supercup | Europees | Europees | Totaal | Totaal |
| Seizoen         | Club            | Land            | Competitie      | Wed.       | Dlp.       | Wed.  | Dlp.  | Wed.     | Dlp.     | Wed.     | Dlp.     | Wed.   | Dlp.   |
| --------------- | --------------- | --------------- | --------------- | ---------- | ---------- | ----- | ----- | -------- | -------- | -------- | -------- | ------ | ------ |
| 2022/23         | Jong Genk       | Vlag van België | Eerste klasse B | 12         | 0          | —     | —     | —        | —        | —        | —        | 12     | 0      |
| 2023/24         | Club NXT        | Vlag van België | Eerste klasse B | 29         | 3          | —     | —     | —        | —        | —        | —        | 29     | 3      |
| 2024/25         | Club Brugge     | Vlag van België | Eerste klasse A | 0          | 0          | 0     | 0     | 1        | 0        | 0        | 0        | 1      | 0      |
| 2024/25         | Club NXT        | Vlag van België | Eerste klasse B | 4          | 0          | —     | —     | —        | —        | —        | —        | 4      | 0      |
| Carrière totaal | Carrière totaal | Carrière totaal | Carrière totaal | 45         | 3          | 0     | 0     | 1        | 0        | 0        | 0        | 46     | 3      |

Bijgewerkt op 1 november 2024.

## Interlandcarrière
Et-Taïbi was tussen 2018 en 2021 Belgisch jeugdinternational. In juni 2023 riep Mohamed Ouahbi, bondscoach van Marokko –20, hem evenwel op voor het Tournoi Maurice Revello, een oefentoernooi in Frankrijk. Et-Taïbi kwam er in actie in de groepswedstrijden tegen Ivoorkust en Panama, alsook in de wedstrijd om de zevende plaats tegen Venezuela.